# Trimenia malagrida
The Scarce Mountain Copper (Trimenia malagrida) là một loài bướm ngày thuộc họ Lycaenidae. Loài này có ở Nam Phi, ở đó nó is found from Beaufort West to the Roggeveld escarpment in the West Cape.
Sải cánh dài 24–29 mm đối với con đực and 29–33 mm females. Con trưởng thành bay từ cuối tháng 1 đến tháng 3. Có một lứa một năm.
The larvae of ssp. maryae are attended to by Anoplolepis custodiens ants.

## Phụ loài
- Trimenia malagrida malagrida (Cape Peninsula)
- Trimenia malagrida paarlensis (Dickson, 1967) (Paarl Mountain and Paardeberg)
- Trimenia malagrida cedrusmontana (Dickson & Stephen, 1975) (Cederberg and Skurweberg)
- Trimenia malagrida maryae (Dickson & Henning, 1980) (coastal dune fynbos from De Hoop to Witsand)